# Aleiodes areolatus
Aleiodes areolatus – gatunek błonkówki z rodziny męczelkowatych.

## Taksonomia
Gatunek został opisany w roku 2006 przez Josepha C. Fortiera. Holotyp (samica) został odłowiony 8 czerwca 1977 na wsch. od miasta Carlsbad w stanie Nowy Meksyk. W tym samym miejscu i czasie odłowiono również paratyp (samca). Epitet gatunkowy nawiązuje do charakterystycznego rzeźbienia tergitów metasomy odróżniającego go od innych gatunków..

## Zasięg występowania
Znany tylko z typowej lokalizacji w Hrabstwie Eddy w stanie Nowy Meksyk w USA.

## Budowa ciała
Samica.
Długość ciała wynosi 4,5 mm, zaś rozpiętości przednich skrzydeł 3,25 mm. Przyoczka małe, średnica przyoczka bocznego wynosi niewiele więcej niż jego odległość od oka. Pole malarne długie, jego długość jest nieco większa niż półtorej szerokości podstawy żuwaczek i równa około połowie średnicy oka. Żeberko potyliczne kompletne. Wgłębienie gębowe małe, okrągłe, o średnicy mniej więcej równej wysokości nadustka. Końcówki żuwaczek krzyżują się gdy są zamknięte. Twarz skórzasta, gęsto punktowana. Czoło skórzaste. Ciemię skórzaste z niewyraźnym, poprzecznym żeberkowaniem i gęstą, długą i grubą, białą szczecinką. Biczyk czułka składa się z co najmniej 35 segmentów (oba schwytane okazy miały niekompletne czułki) o długości większej niż ich średnica. Przedtułów bruzdowany po bokach i gęsto punktowany pośrodku. tarcza śródplecza skórzasta i gęsto punktowana z gęstą, grubą, białą szczecinką. Mezopleuron grudkowany od strony grzbietowej, część centralna świecąca, bruzda przedbiodrowa dobrze rozwinięta, wklęsła, z żeberkowaniem wychodzącym przed jej przednią krawędź. Pozatułów gęsto punktowany, pokryty długą, grubą szczecinką, stromo opadające do tyłu, żeberko środkowe kompletne. Pierwszy i drugi tergity metasomy gęsto punktowane i siatkowane, na trzecim wzór jest wyraźniejszy, czwarty tergit gęsto punktowany. Żeberko środkowe kompletne na pierwszych dwóch tergitach (w początkowej jego części na drugim tergicie widoczny trójkątny, gładki obszar), słabiej widoczne na trzecim. Czwarty tergit silnie wygrzbiecony, pokrywa wszystkie pozostałe tergity. Pazurki stopy niewielkie, lecz tylne sięgają poza jej wierzchołek. Biodra tylnych nóg gęsto punktowane. W przednim skrzydle żyłka r ma długość 0,8 żyłki 3RSa, żyłka m-cu o długości mniej więcej równej żyłce r-m i 0,25 długości żyłki 3RSb. Żyłka 1cu-a ponad żyłką 1M w odległości ok. 0,8 długości 1cu-a i 0,25 żyłki 1CUb. W tylnym skrzydle żyłka RS lekko falista, żyłka 1r-m ma 0,7 długości żyłki 1M, zaś 1M 0,6 długości żyłki M+CU. Żyłka m-cu nieobecna.
Głowa żółtopomarańczowa z wyjątkiem czarnego obszaru między przyoczkami, czułki ciemnobrązowe u podstawy, dalej jeszcze ciemnieją. Mezosoma w większości żółto pomarańczowa, pozatułów czarny. Pierwszy tergit metasomy czarny z przodu i żółtopomarańczowy z tyłu, drugi żółtopomarańczowy, trzeci brązowy, czwarty czarny. Nogi żółtopomarańczowe. Skrzydła szkliste. Pterostygma brązowa, użyłkowanie skrzydeł jasnobrązowe.
Samiec różni się od samicy żeberkiem potylicznym łączącym się z żeberkiem hypostomalym, rzadszą, cieńszą i krótszą szczecinką, ciemniejszym żółtopomarańczowym ubarwieniem, mniejszą ilością czerni na metasomie i ciemniejszymi czułkami.

## Biologia i ekologia
Biologia tego gatunku nie jest znana.